# Pic Gilbert
Pour les articles homonymes, voir Gilbert.
Le pic Gilbert, en anglais Gilbert Peak, est une montagne des États-Unis située dans l'État de Washington. Avec 2 494 mètres d'altitude, elle forme le point culminant des Goat Rocks, un massif de la chaîne des Cascades, et du comté de Yakima.